# Lista de prêmios e indicações recebidos por Wesley Safadão
Esta é uma lista dos prêmios e indicações recebidos por Wesley Safadão (Fortaleza, 6 de setembro de 1988), um cantor, produtor musical e empresário brasileiro. O artista estreou profissionalmente aos quatorze anos de idade, como cantor da banda Garota Safada e iniciou sua carreira solo em 2014.
Já foi indicado 52 vezes e ganhou 21 prêmios. Nomeado em várias premiações importantes, entre as principais estão: Melhores do Ano da Rede Globo, Prêmio Multishow de Música Brasileira, Troféu Imprensa, Caldeirão de Ouro e MTV Millennial Awards Brasil.

## Caldeirão de Ouro
Em 2012, o Caldeirão encerra o quadro A Festa é Sua, e no lugar, criou o Caldeirão de Ouro, que é semelhante ao Globo de Ouro, programa que deu entre 1972 e 1990, a diferença é que o Caldeirão apresenta as 10 músicas que foram mais tocadas no ano.
| Ano  | Categoria     | Indicação                 | Resultado | Ref.  |
| ---- | ------------- | ------------------------- | --------- | ----- |
| 2017 | As 10+ do Ano | "Coração Machucado"       | 3º lugar  | [ 3 ] |
| 2018 | As 10+ do Ano | "Você Partiu Meu Coração" | 8º lugar  | [ 4 ] |
| 2019 | As 10+ do Ano | "Romance com Safadeza"    | 4º lugar  | [ 5 ] |

## Capricho Awards
Capricho Awards é uma premiação realizada pela revista Capricho.
| Ano  | Categoria       | Indicação      | Resultado | Ref. |
| ---- | --------------- | -------------- | --------- | ---- |
| 2016 | Cantor Nacional | Wesley Safadão | Indicado  |      |

## Melhores do Ano
O Melhores do Ano é uma premiação realizada pela emissora Rede Globo.
| Ano  | Categoria     | Indicação      | Resultado | Ref.  |
| ---- | ------------- | -------------- | --------- | ----- |
| 2016 | Melhor Cantor | Wesley Safadão | Indicado  | [ 6 ] |
| 2017 | Melhor Cantor | Wesley Safadão | Indicado  | [ 7 ] |

## Melhores do Ano FM O Dia
Melhores do Ano FM O Dia é uma premiação realizada pela uma emissora de rádio brasileira da cidade do Rio de Janeiro.
| Ano  | Categoria            | Indicação      | Resultado | Ref.        |
| ---- | -------------------- | -------------- | --------- | ----------- |
| 2017 | Melhor Artista Solo  | Wesley Safadão | Venceu    | [ 8 ] [ 9 ] |
| 2017 | Melhor CD/DVD        | Wesley Safadão | Indicado  | [ 8 ]       |
| 2017 | Melhor Grupo/Artista | Wesley Safadão | Indicado  | [ 10 ]      |
| 2017 | Melhor Show          | Wesley Safadão | Venceu    | [ 8 ] [ 9 ] |

## Meus Prêmios Nick
O Meus Prêmios Nick é uma premiação realizada pelo canal infanto-juvenil Nickelodeon.
| Ano  | Categoria                      | Indicação                 | Resultado | Ref.          |
| ---- | ------------------------------ | ------------------------- | --------- | ------------- |
| 2016 | Cantor Favorito                | Wesley Safadão            | Indicado  | [ 11 ] [ 12 ] |
| 2016 | Música do Ano                  | "Aquele 1%"               | Indicado  | [ 11 ] [ 12 ] |
| 2016 | Revelação Musical              | Wesley Safadão            | Indicado  | [ 11 ] [ 12 ] |
| 2017 | Hit do Ano do Brasil           | "Você Partiu Meu Coração" | Indicado  | [ 13 ]        |
| 2017 | Videoclipe Brasileiro Favorito | "Você Partiu Meu Coração" | Indicado  | [ 13 ]        |

## MTV Millennial Awards Brasil
O MTV Millennial Awards Brasil (MTV Miaw Brasil), também conhecido como MTV MIAW, é uma premiação criada pela MTV Latinoamerica que recompensa o melhor da geração Y nas áreas da música, dos filmes e do mundo digital.
| Ano  | Categoria       | Indicação                 | Resultado | Ref.   |
| ---- | --------------- | ------------------------- | --------- | ------ |
| 2019 | Hino de Karaokê | "Romance com Safadeza"    | Indicado  | [ 14 ] |
| 2019 | Hino de Karaokê | "Você Partiu Meu Coração" | Indicado  | [ 14 ] |

## Prêmio Contigo!
A Revista Contigo!, resolveu criar sua premiação em 2017. As votações tem em torno de 100 a 200 mil votos.
| Ano  | Categoria     | Indicação                 | Resultado | Ref.   |
| ---- | ------------- | ------------------------- | --------- | ------ |
| 2017 | Hit do Ano    | "Você Partiu Meu Coração" | Indicado  | [ 15 ] |
| 2017 | Melhor Cantor | Wesley Safadão            | Venceu    | [ 16 ] |
| 2017 | Melhor Clipe  | "À Vontade"               | Venceu    | [ 16 ] |
| 2018 | Melhor Cantor | Wesley Safadão            | Venceu    | [ 17 ] |
| 2018 | Melhor Música | "Amor Falso"              | Venceu    | [ 18 ] |

## Prêmio F5
O Prêmio F5 (PF5) é uma premiação criada em 2014 pelo F5, site de entretenimento do jornal Folha de S.Paulo, para que os internautas votem nos principais destaques da televisão, da música e do jornalismo do ano. Ocorreram edições nos anos de 2018, 2017, 2016, 2015 e 2014.
| Ano  | Categoria   | Indicação              | Resultado | Ref.          |
| ---- | ----------- | ---------------------- | --------- | ------------- |
| 2015 | Gato do Ano | Wesley Safadão         | Indicado  | [ 19 ]        |
| 2018 | Qual o Hit? | "Romance com Safadeza" | Indicado  | [ 20 ] [ 21 ] |

## Prêmio Jovem Brasileiro
Prêmio Jovem Brasileiro é uma importante premiação brasileira, criada em 2002, homenageia os jovens que estão em destaque na música, televisão, cinema, esportes, meio ambiente e internet brasileira.
| Ano  | Categoria     | Indicação                 | Resultado | Ref.   |
| ---- | ------------- | ------------------------- | --------- | ------ |
| 2016 | Melhor Cantor | Wesley Safadão            | Indicado  | [ 22 ] |
| 2016 | Melhor Show   | Wesley Safadão            | Indicado  | [ 22 ] |
| 2016 | Música do Ano | "Aquele 1%"               | Venceu    |        |
| 2017 | Melhor Cantor | Wesley Safadão            | Indicado  |        |
| 2017 | Melhor Clipe  | "Você Partiu Meu Coração" | Venceu    |        |
| 2017 | Melhor Show   | Wesley Safadão            | Indicado  |        |

## Prêmio Multishow de Música Brasileira
O Prêmio Multishow de Música Brasileira é uma premiação realizada anualmente pelo canal Multishow.
| Ano  | Categoria           | Indicação                                     | Resultado | Ref.          |
| ---- | ------------------- | --------------------------------------------- | --------- | ------------- |
| 2016 | Melhor Cantor       | Wesley Safadão                                | Indicado  | [ 23 ]        |
| 2016 | Música Chiclete     | "Aquele 1%"                                   | Indicado  | [ 23 ]        |
| 2016 | Música Chiclete     | "Camarote"                                    | Venceu    | [ 24 ]        |
| 2017 | Melhor Cantor       | Wesley Safadão                                | Indicado  | [ 25 ] [ 26 ] |
| 2017 | Melhor Música       | "Você Partiu Meu Coração"                     | Indicado  | [ 25 ] [ 26 ] |
| 2018 | Melhor Cantor       | Wesley Safadão                                | Indicado  | [ 27 ] [ 28 ] |
| 2018 | Melhor Clipe TVZ    | "Romance com Safadeza" - Diretor: Mess Santos | Indicado  | [ 27 ] [ 28 ] |
| 2018 | Melhor Cover na Web | Thayná Bitencourt - Cover: "Amor Falso"       | Indicado  | [ 27 ] [ 28 ] |
| 2019 | Melhor Cantor       | Wesley Safadão                                | Indicado  | [ 29 ] [ 30 ] |

## Prêmio SBT Folia
O Prêmio SBT Folia é uma premiação realizada pelo SBT durante o Carnaval.
| Ano  | Categoria       | Indicação  | Resultado | Ref.   |
| ---- | --------------- | ---------- | --------- | ------ |
| 2015 | Hit do Carnaval | "Camarote" | Indicado  | [ 31 ] |

## Prêmio YouTube Carnaval
O Prêmio YouTube Carnaval, criado com a intenção de reconhecer as músicas que serão hit nas festividades brasileiras.
| Ano  | Categoria     | Indicação          | Resultado | Ref.          |
| ---- | ------------- | ------------------ | --------- | ------------- |
| 2015 | Melhor Música | "Camarote"         | Venceu    | [ 32 ]        |
| 2016 | Melhor Música | "Tim Tim"          | Venceu    | [ 33 ]        |
| 2016 | Melhor Música | "Você Merece Cachê | Venceu    | [ 33 ]        |
| 2017 | Melhor Música | "Olha A Explosão"  | Venceu    | [ 34 ] [ 35 ] |
| 2017 | Melhor Música | "Tô De Boaça"      | Venceu    | [ 34 ] [ 35 ] |

## Troféu Imprensa
O Troféu Imprensa é uma premiação realizada pelo canal SBT, sendo considerada o Oscar da TV brasileira.
| Ano  | Categoria        | Indicação      | Resultado | Ref.   |
| ---- | ---------------- | -------------- | --------- | ------ |
| 2016 | Revelação do Ano | Wesley Safadão | Indicado  | [ 36 ] |
| 2017 | Melhor Cantor    | Wesley Safadão | Venceu    | [ 37 ] |
| 2018 | Melhor Cantor    | Wesley Safadão | Indicado  | [ 38 ] |

### Troféu Internet
O Troféu Internet é uma premiação que aconteceu junto com o Troféu Imprensa, porém, quem decide os vencedores é o público.
| Ano  | Categoria        | Indicação      | Resultado | Ref.   |
| ---- | ---------------- | -------------- | --------- | ------ |
| 2016 | Revelação do Ano | Wesley Safadão | Venceu    | [ 36 ] |
| 2017 | Melhor Cantor    | Wesley Safadão | Venceu    | [ 37 ] |
| 2018 | Melhor Cantor    | Wesley Safadão | Indicado  | [ 39 ] |
| 2019 | Melhor Cantor    | Wesley Safadão | Indicado  | [ 40 ] |